# 紀皇女
紀皇女（きのひめみこ）は、天武天皇の皇女。

## 略歴
他の天武天皇の皇女たちと違って、彼女に関する記録はほとんどない。弓削皇子からの相聞歌が『万葉集』2・119～122にあるが、弓削皇子と結婚したという史料はない。また『万葉集』には高安王に嫁いで責められたとあるが、これは紀皇女ではなく託基皇女ではないかという説（吉永登）もある。
このことについて梅原猛著『黄泉の王』では『万葉集』を根拠に、紀皇女は文武天皇の妃であったが弓削皇子と密通し、それが原因で妃の身分を廃されたという仮説を述べている。正当な後継者の軽皇子（文武天皇）が皇族出身の妃を持たないことは考えられず、紀皇女こそ正妃であったが、将来の皇后の不倫という不埒な事件により公式記録から抹消されたということである。しかし真相は不明である。

## 紀皇女に関する歌
- 万葉集巻第2　119～122番（弓削皇子が紀皇女を思う歌）
  - 吉野川行く瀬の早みしましくも　淀むことなくありこせぬかも
  - 我妹子に恋ひつつあらずは秋萩の　咲きて散りぬる花にあらましを
  - 夕さらば潮満ち来なむ住吉の　浅香の浦に玉藻刈りてな
  - 大船の泊つる泊まりのたゆたひに　物思い痩せぬ人の児故に

- 万葉集巻第3　390番（紀皇女の歌）
  - 軽の池の浦廻行き廻る鴨すらに　玉藻の上にひとり寝なくに

## 血縁
- 父：天武天皇
- 母：大蕤娘（父：蘇我赤兄）
- 同母兄妹：穂積親王、田形皇女